# دونالد ميلن
دونالد ميلن (بالإنجليزية: Donald Milne)‏ هو محامي وسياسي أمريكي، ولد في 16 يوليو 1934، وتوفي في 24 يناير 2016. انتخب عضو مجلس نواب فيرمونت.